# Austeruseus faeroensis
Espèce
Austeruseus faeroensis est une espèce de tardigrades de la famille des Eohypsibiidae. 

## Distribution
Cette espèce est endémique des îles Féroé.

## Étymologie
Son nom d'espèce, composé de faero et du suffixe latin -ensis, « qui vit dans, qui habite », lui a été donné en référence au lieu de sa découverte, les îles Féroé (Faroe Islands).

## Publication originale
- Trygvadóttir & Kristensen 2011 : Eohypsibiidae (Eutardigrada, Tardigrada) from the Faroe Islands with the description of a new genus containing three new species. Zootaxa, no 2886, p. 39-62.